# Соловьи (Котельничский район)
Соловьи — деревня в Котельничском районе Кировской области в Покровском сельском поселении.
Расположена примерно в 3 верстах к северу от села Покровское.
Население по переписи 2010 года составляло 0 человек.